# Tourcoing Sports
Ne doit pas être confondu avec Saint-Michel Tourcoing Sports.
Tourcoing Sports est un club omnisports français basé à Tourcoing.

## Basket-ball
L'équipe féminine de basket-ball est finaliste de la Coupe de France féminine des patronages en 1954. Elle participe notamment au Championnat de France de première division lors de la saison 1952-1953.
L'équipe masculine de basket-ball évolue notamment en Championnat de France Excellence (deuxième division) en 1949-1950 et en 1951-1952.

## Volley-ball
L'équipe féminine de volley-ball est sacrée championne de France en 1961, 1963 et 1964. 
L'équipe masculine de volley-ball est finaliste de la Coupe de France masculine des patronages de la FSF en 1958.